# Оскийски език
Оскийският език е италийски език, говорен между V век пр. Хр. и I век сл. Хр. от етническата група оски в южна Италия.
Най-ранните запазени писмени паметници на оскийски са от V век пр. Хр. През следващите столетия той е основният говорим език във вътрешността на Южна Италия, а повечето крайбрежни градове в региона са двуезични, използващи оскийски и старогръцки. Оскийският изчезва към края на I век, изместен от близкия до него латински.